# Зигхардинги
Зигхардингите (на немски: Sieghardinger) са важна баварска благородническа фамилия от средата на 9 до началото на 13 век. Названието им идва от името им „Sieghard“ (също Sighard или Sigehard), което се губи със Зигхард XI през края на 12 век.
Тяхната собственост била първо в областта на Рейн-Некар. Прародител на Зигхардингите e Зигхард I, през 858/861 г. граф в Крайхгау. Те са около дава века графове в Химгау. През първата половина на 11 век те са графове на Еберсберг и маркграфове на Крайна.
Една странична тяхна линия са графове на Тенглинг,
Те се сродяват преди 1104 г. със Суплинбургите. Зигхард IX граф на Тенглинг се жени за Ида († 3 март 1138), сестра на император Лотар III. Той е обезглавен на 5 февруари 1104 в Регенсбург
Зигхардингите добиват голяма собственост в Каринтия, която е наследена от Спанхаймите.
От Зигхардингите произлиза и императорския род Щауфен.
Важни Зигхардинги на духовна служба са:
- Фридрих, архиепископ на Залцбург (958–991)
- Пилгрим, епископ на Пасау (971–991)
- Хартвиг, епископ на Бриксен (1022–1039)
- Зигхард, патриарх на Аквилея (1068–1077) и канцлер на Хайнрих IV